# MOA-2011-BLG-262L
MOA-2011-BLG-262L est un système composé d'au moins deux objets dont la nature est incertaine : soit une planète flottante entourée d'une lune, soit une étoile naine rouge entourée d'une planète de la masse de Neptune.

## Découverte et noms

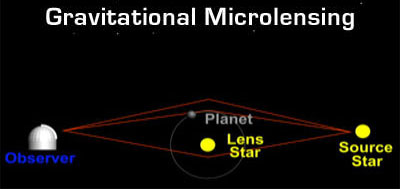
Microlentille gravitationnelle.

La découverte du système est annoncée par Bennett et al. le 13 décembre 2013. Cette détection s'est faite par l'analyse d'un événement de microlentille gravitationnelle nommé « MOA-2011-BLG-262 ». La lentille principale (c'est-à-dire l'objet central, le plus massif, du système) est nommée « MOA-2011-BLG-262L » et la lentille secondaire (c'est-à-dire le compagnon satellite) « MOA-2011-BLG-262Lb ».

## Modèles du système
Plusieurs modèles décrivent de façon presque aussi satisfaisante l'événement détecté. Le premier modèle fait correspondre l'événement à un système planète-lune détaché de toute étoile alors que le second l'associe à une étoile naine rouge entourée d'une planète de masse neptunienne. Les seuls éléments connus sont le rapport de masse entre les deux objets, q = 4,7 × 10-4, et la distance projetée « vue » entre la lentille principale et la deuxième plus faible, un rayon d'Einstein.

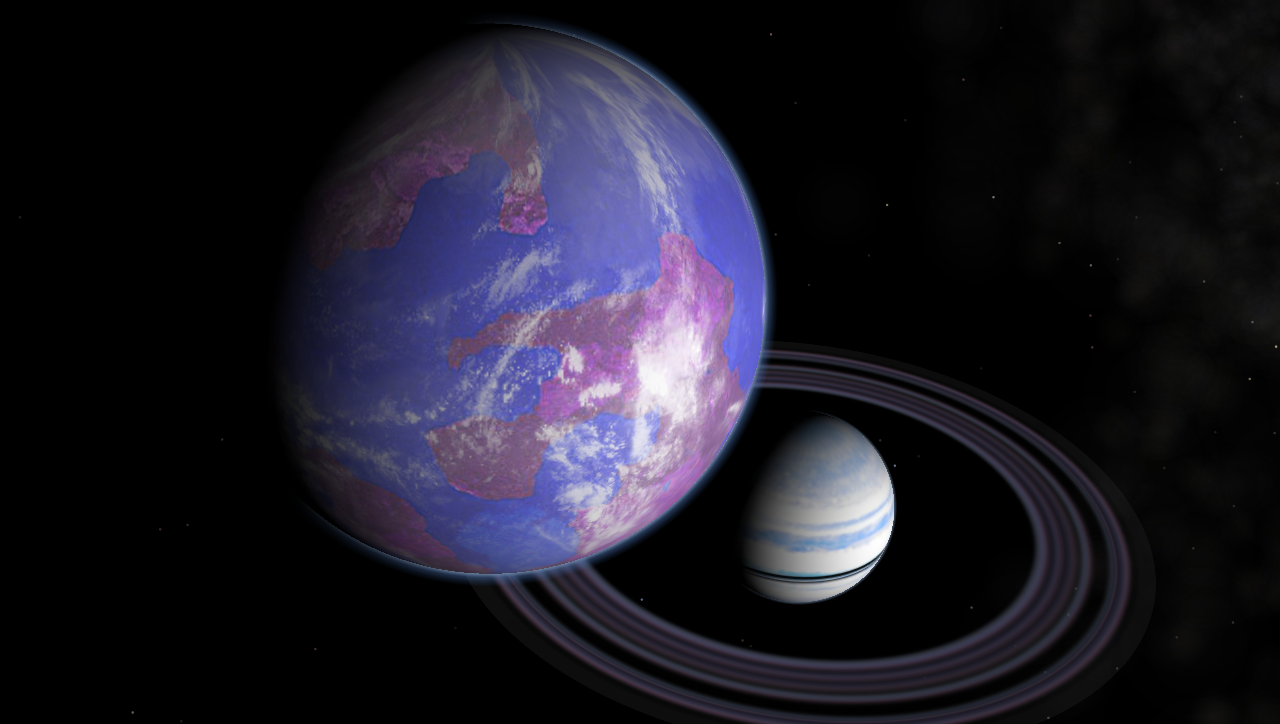
Vue d'artiste d'une hypothétique lune habitable, orbitant autour d'une planète semblable à Saturne.

### Planète flottante avec lune
Si le modèle « planète + lune » est le bon, alors le système est constitué d'une planète géante libre de 3 à 4 masses joviennes entourée d'une lune d'une masse environ deux fois plus faible que celle de la Terre. La lune se serait alors trouvée, au moment de l'événement, à une distance projetée sur le ciel de 0,13 unité astronomique, soit environ 20 millions de kilomètres, de la planète. Le système serait alors situé à environ 600 parsecs de la Terre.

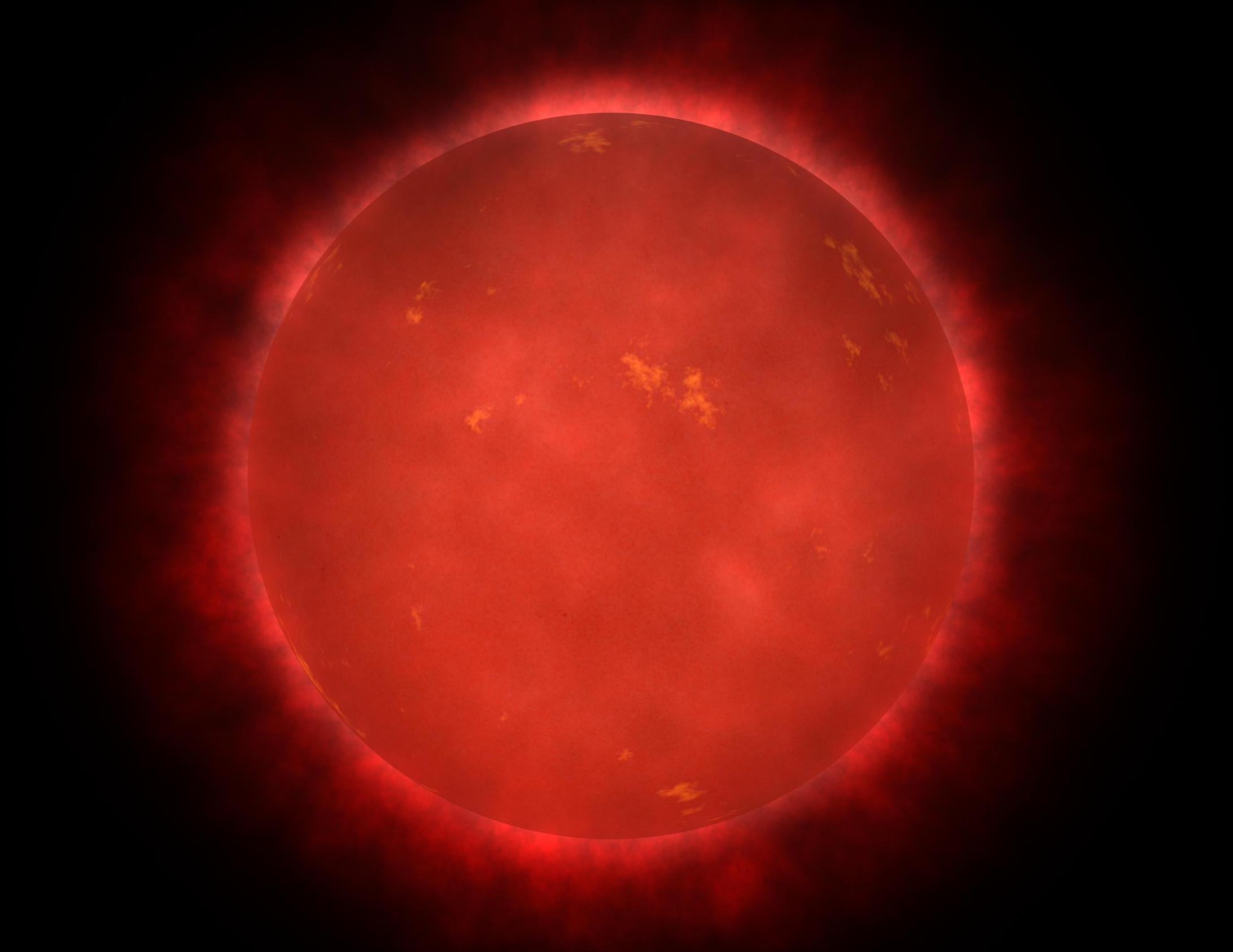
Une naine rouge.

### Naine rouge avec Neptune
Si le modèle « étoile/naine brune + planète » est le bon, la naine rouge centrale a une masse d'environ 0,11-0,12 masse solaire et la planète de 17-18 masses terrestres. La planète aurait alors été à une distance projetée d'environ 0,9 unité astronomique de l'étoile.